# Vilémovický tis
Vilémovický tis, památný strom ve Vilémovicích u Ledče, bývá titulován jako nejstarší tis střední Evropy nebo nejstarší strom České republiky. V odborných kruzích je mu ale věnováno méně pozornosti než některým jiným tisům, takže je jen těžko prokazatelné, nakolik odhady mluvící o 2000 letech vycházejí z reality a nakolik z pověstí.

## Základní údaje
- název: Vilémovický tis
- výška: 10 m[1], 11,5 m (1997)[3]
- obvod: 335 cm (1993)[1][4], 338 cm (1994)[4], 350 cm (1997)[4][3]
- šířka koruny: 13 m[5]
- věk: 1500-2000 let[2][5]
- zdravotní stav: 3 (1997)[3], 1800 let (infotabule v místě)
- souřadnice: 49°41'18.438"N, 15°19'20.283"E

Strom roste v zadní části zámeckého parku.
Tis ve Vilémovicích bývá označován jako nejstarší tis střední Evropy, nejstarší strom České republiky nebo nejstarší strom střední Evropy. Není ale známo, že by byla provedena odborná analýza věku, nebo dochovány záznamy, které by to potvrzovaly. Při odhadech věku starých tisů je třeba brát v potaz, že často pocházejí z 19. století, kdy nebylo známo, že tisy na českém území mohou růst rychleji než tempem známým ze vzorků z jiných krajů (příkladem může být dendrochronologický rozbor Krompašsého tisu).

## Stav stromu a údržba
Vilémovický tis býval považovaný za nejkrásnější z českých památných tisů. Přispěla k tomu hlavně jeho pravidelná koruna (je chráněný okolními stromy a zdí zámeckého parku). V 90. letech 20. století ale některé větve proschly, musely být odstraněny a to se do jisté míry podepsalo na tvaru stromu.

## Historie a pověsti
Vypráví se, že když kolem roku 1210 přišli zdejší oblast kolonizovat benediktini, objevili při kácení stromů právě tento tis, který jako jediný nechali stát. Tis byl považován za symbol smrti a pověrčivost jim nedovolila na strom vztáhnout ruku. Poblíž tisu byla založena osada nazvaná Vilémovice.

## Další zajímavosti

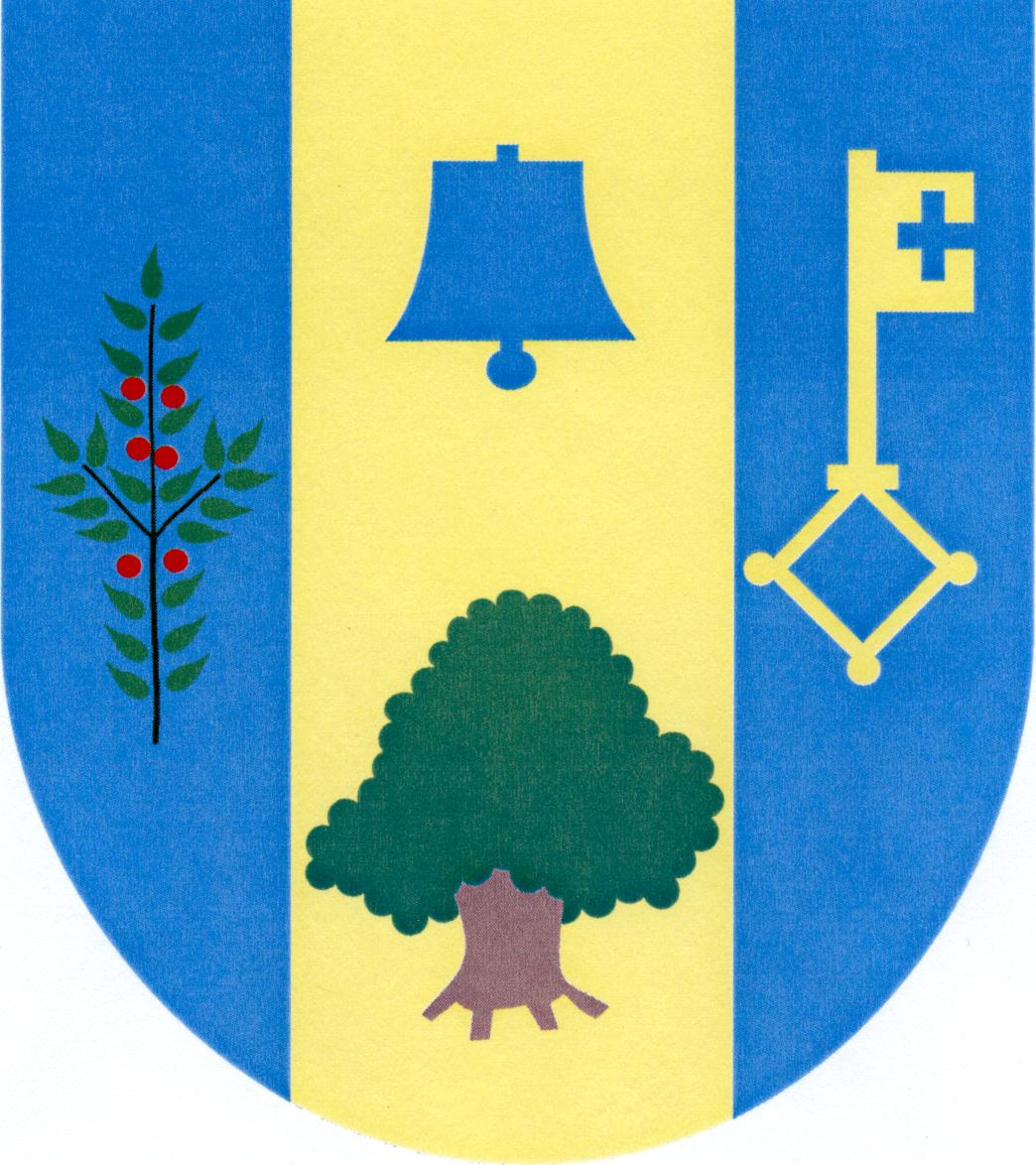
znak obce Vilémovice s památným tisem a ratolestí

Vilémovický tis měl být zahrnut do televizního pořad Paměť stromů (díl 15. Stromy s NEJ), ale kvůli omezené stopáži musel být vynechán. Památný tis se dostal i do znaku obce (viz obrázek). V kůře stromu je zarostlý starý zelený štítek Strom chráněný státem.

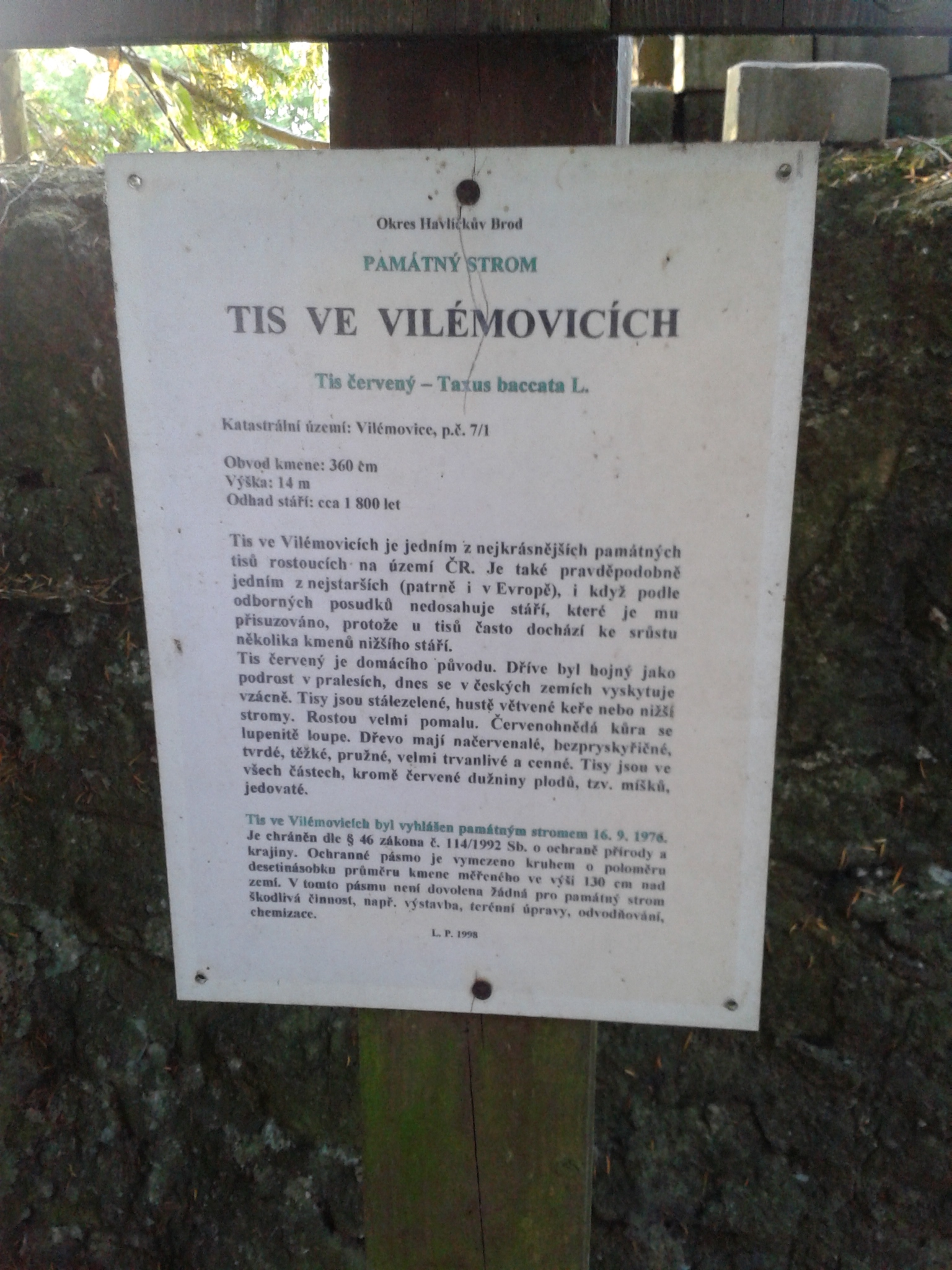
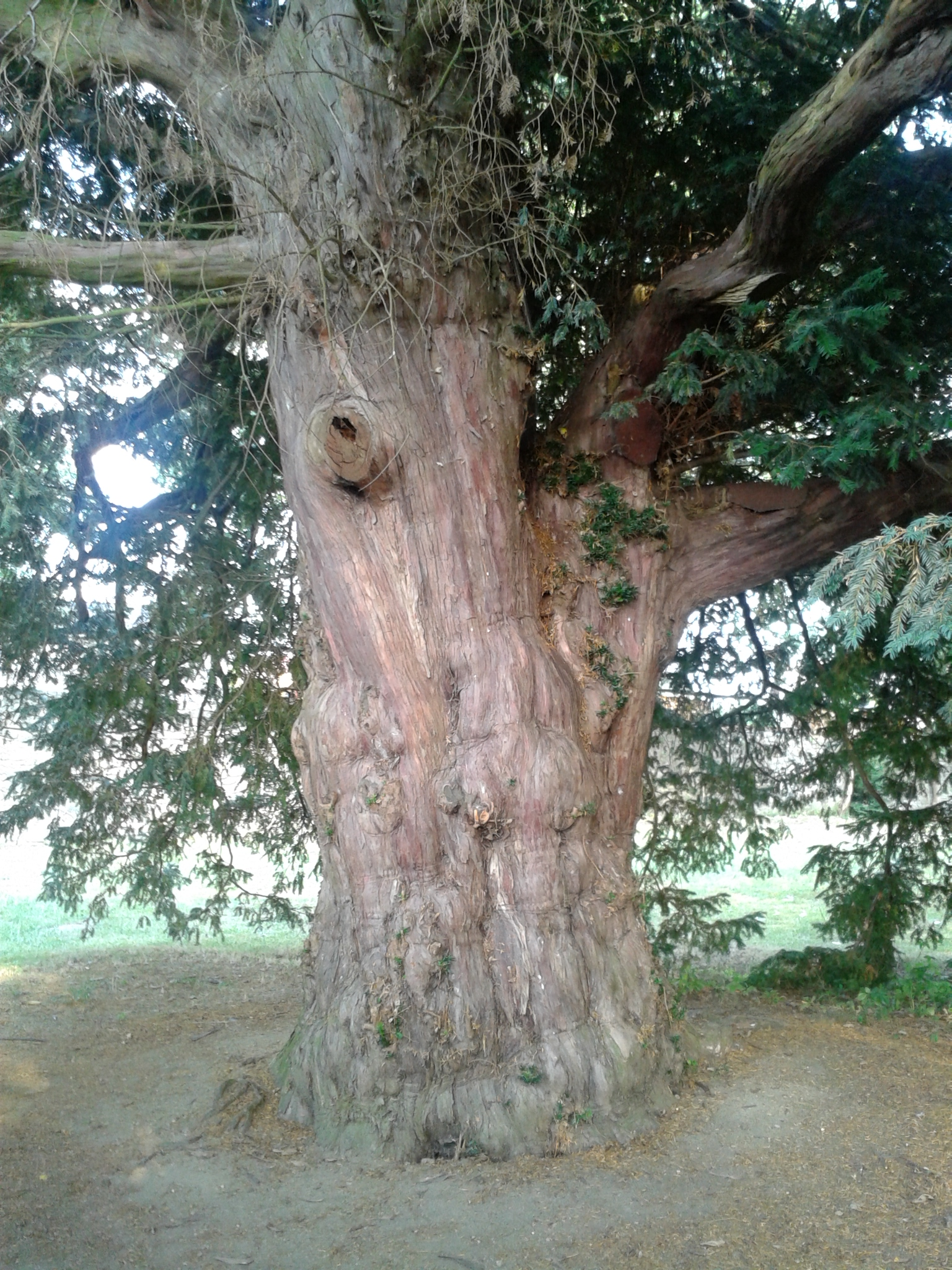
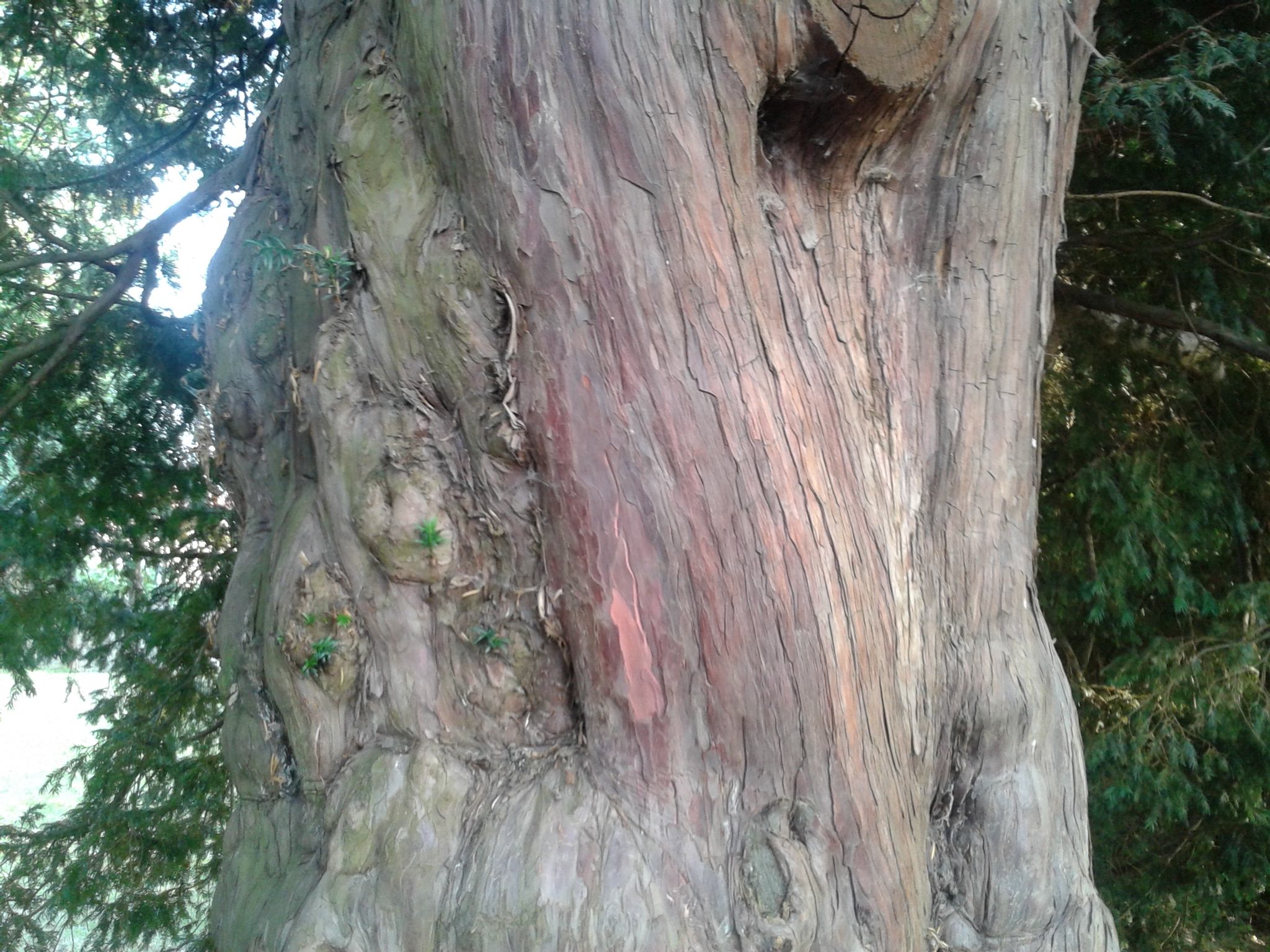
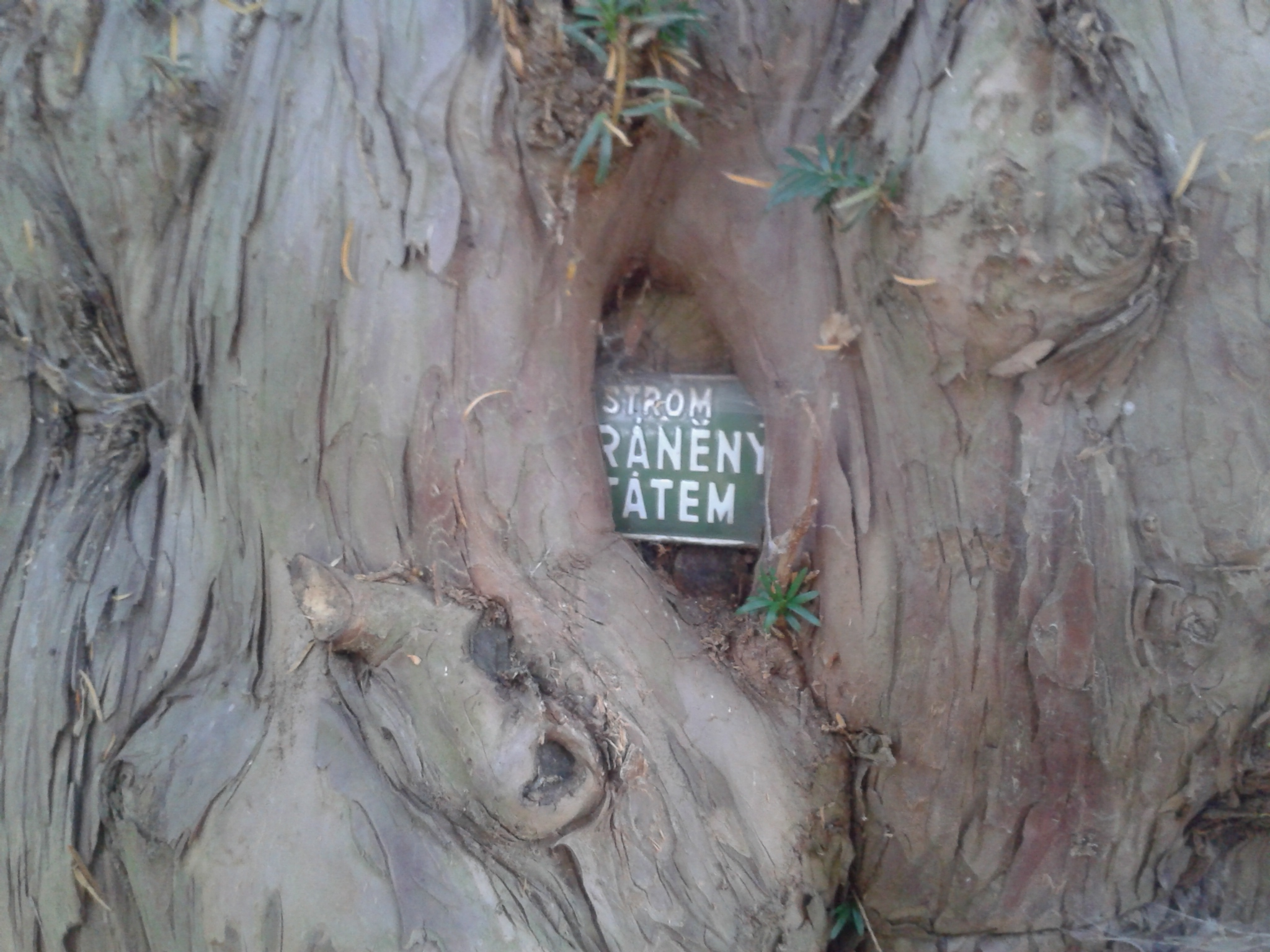
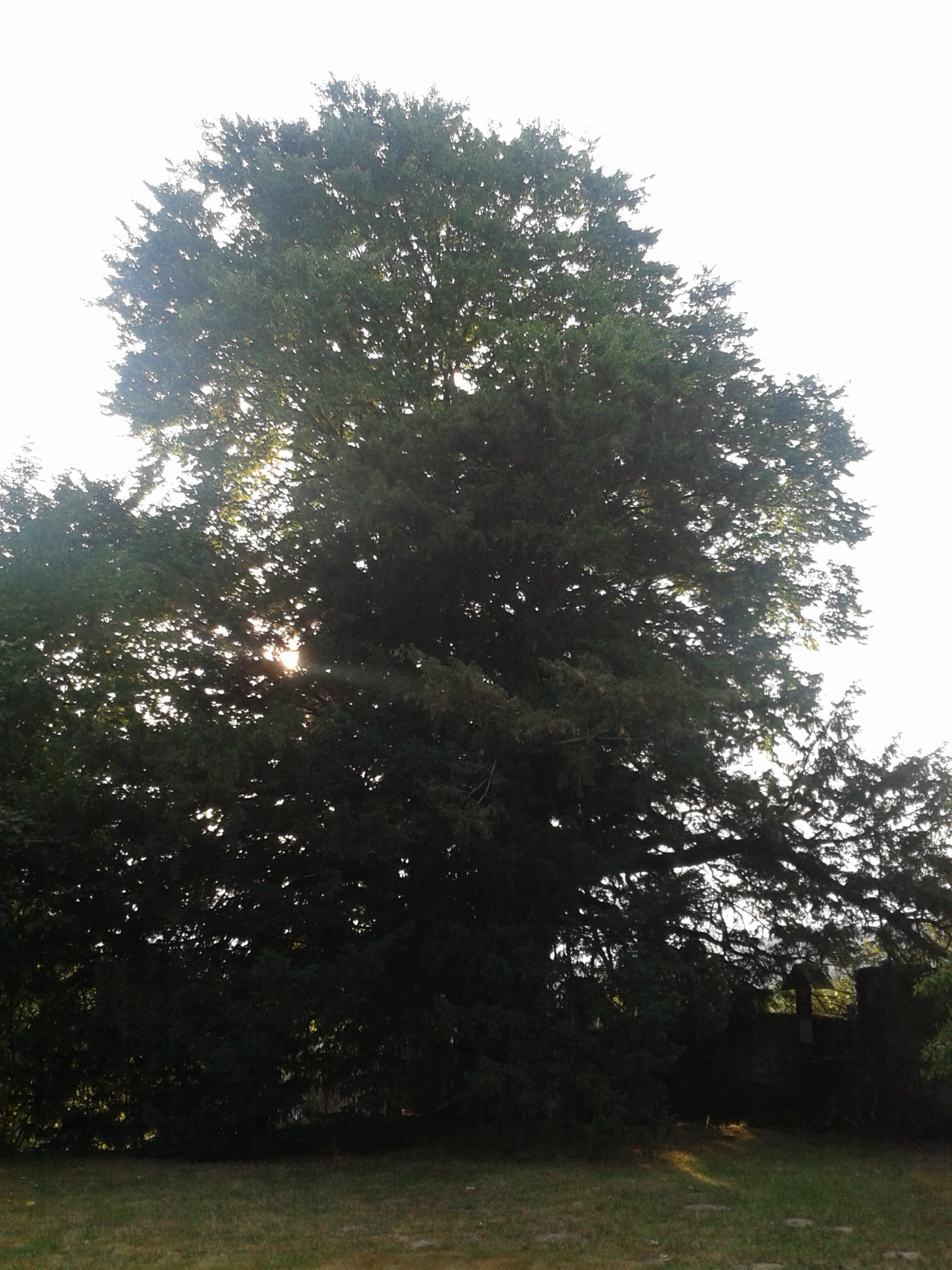

## Památné a významné stromy v okolí
- Lípa svobody (Vilémovice) (zámecký park, významný strom obce vysazený r. 1990)
- Vilémovický javor krásy (významný strom obce vysazený r. 2007)
- Duby u Pavlíkovy hájovny (osada Pavlíkov, 4 stromy, 1 km JV, u hranic rezervace Stvořidla)
- Lípa u Thunovského letohrádku (Ledeč, zanikla za vichřice v březnu 2008)